# Psautier d'or de Saint-Gall
Le psautier d'or de Saint-Gall (Psalterium aureum) est un manuscrit enluminé de l'époque carolingienne, composé dans la seconde moitié du IXe siècle à l'abbaye de Saint-Gall.

## Description
Ce psautier comprend 234 folios de parchemin sur vélin et mesure 36,3 cm sur 26,5 cm. Il est orné de lettrines, de deux miniatures de pleine page et de quinze miniatures de format irrégulièrement disposé soit de pleine page, soit de demi-page, en début de psaumes. Il n'est plus illustré après le psaume 72.
Le manuscrit se trouve à la bibliothèque de l'abbaye de Saint-Gall, sous la cote Codex 22.

## Source
- (de) Cet article est partiellement ou en totalité issu de l’article de Wikipédia en allemand intitulé « Goldener Psalter von St. Gallen » (voir la liste des auteurs).